# 129. østlige længdekreds
Den 129. østlige længdekreds (eller 129 grader østlig længde) er en længdekreds, der ligger 129 grader øst for nulmeridianen. Den løber gennem Ishavet, Asien, Stillehavet, Australasien, det Indiske Ocean, det Sydlige Ishav og Antarktis.